# Nying
Nying er en båltype med to kævler eller én flækket kævle, placeret ovenpå hinanden, hvor det brænder i hele længdens mellemrum.
Der placeres tykke stokke i hver ende for at holde afstand. Bålet startes med tynde og brændbart materiale placeret i hullet.
Sådant et bål er en langsomt brændende varmekilde, det gør nying især brugbar til opvarmning af bivuak. Der beregnes cirka en tomme tømmertykkelse per time forbrænding, alt efter træsort.
Da den øverste kævle beskytter ilden mod direkte nedbør, samt at den brændende flade kan hæves over jorden, kan nying bålet benyttes til lyssignalering og vejledning af sejlende.

## Ekstern henvisning
- Nying | Spejder.dk Arkiveret 11. oktober 2016 hos  Wayback Machine video